# Чужі гроші (фільм, 1978)
«Чужі гроші» (фр. L'Argent Des Autres) — французький кінофільм режисера Крістіана де Шалонжа знятий у 1978 році за романом Ненсі Маркам. У 1979 році стрічка отримала 2 нагороди премії «Сезар» — за найкращий фільм, найкращу режисуру та була номінована ще у 3-х категоріях .

## Сюжет
Керуючий банком Анрі Раньє (Жан-Луї Трентіньян) відповідає за видачу кредитів в банку Mirement. Одного дня він дозволяє видачу ризикованого кредиту заповзятливому інвестору Клоду Шевальє д'Авену (Клод Брассер), вважаючи, що видача санкціонована вищим керівництвом. Проте, коли банк стикається з неповерненням кредиту, в усьому звинувачують Анрі. Його звільняють, і тепер він повинен довести, що не він несе відповідальність за цю і інші темні угоди. Дружина Анрі, Сесіль, Катрін Деньов та також представник профспілки Арлетт вважають, що він повинен пред'явити позов своєму колишньому босові.

## В ролях
| Актор(ка)          |   | Роль                |
| ------------------ | - | ------------------- |
| Жан-Луї Трентіньян | … | Анрі Раньє          |
| Катрін Деньов      | … | Сесіль Раньє        |
| Клод Брассер       | … | Клод Шевальє д'Авен |
| Мішель Серро       | … | Міремо              |
| Жерар Сеті         | … | Де Нуллі            |
| Жан Левре          | … | Гельжорф            |
| Франсуа Перро      | … | Венсан              |
| Умберто Орсіні     | … | Блу                 |

## Визнання
| Нагороди та номінації фільму Чужі гроші | Нагороди та номінації фільму Чужі гроші | Нагороди та номінації фільму Чужі гроші | Нагороди та номінації фільму Чужі гроші | Нагороди та номінації фільму Чужі гроші | Нагороди та номінації фільму Чужі гроші |
| Рік                                     | Нагорода                                | Категорія                               | Номінант                                | Результат                               |                                         |
| --------------------------------------- | --------------------------------------- | --------------------------------------- | --------------------------------------- | --------------------------------------- | --------------------------------------- |
| 1978                                    | Приз Луї Деллюка                        | Приз Луї Деллюка                        | Крістіан де Шалонж                      | Перемога                                |                                         |
| 1979                                    | Премія «Сезар»                          | Найкращий фільм                         | Чужі гроші                              | Перемога                                |                                         |
| 1979                                    | Премія «Сезар»                          | Найкраща режисерська робота             | Крістіан де Шалонж                      | Перемога                                |                                         |
| 1979                                    | Премія «Сезар»                          | Найкращий актор другого плану           | Мішель Серро                            | Номінація                               |                                         |
| 1979                                    | Премія «Сезар»                          | Найкращий сценарій                      | Крістіан де Шалонж, П'єр Дімайє         | Номінація                               |                                         |
| 1979                                    | Премія «Сезар»                          | Найкращий монтаж                        | Жан Равель                              | Номінація                               |                                         |